# ایستگاه مرکزی (فیلم)
ایستگاه مرکزی (به پرتغالی: Central do Brasil) نام یک فیلم درام به کارگردانی والتر سالس محصول ۱۹۹۸ برزیل و فرانسه است. این فیلم برنده جایزه گلدن گلوب بهترین فیلم خارجی زبان سال ۱۹۹۸ شد.
ایستگاه مرکزی به‌عنوان نمایندهٔ سینمای برزیل در مراسم اسکار شرکت داشت و در دو رشته بهترین فیلم غیرانگلیسی‌زبان و بهترین بازیگر زن نقش اصلی (فرناندا مونته‌نگرو) نامزد اسکار بود. این فیلم جایزه خرس طلایی جشنواره فیلم برلین را در سال ۱۹۹۸ به‌دست‌آورد.
داستان فیلم روایتگر دوستی پسری نوجوان با یک زن میان‌سال وامانده است. نام پرتغالی فیلم، Central do Brasil است که نام ایستگاه مرکزی راه‌آهن ریودوژانیرو است.

## داستان
دورا که قبلاً معلم مدرسه بوده است، اکنون زنی میان‌سال و دردمند است. او در ایستگاه مرکزی ریودوژانیرو به کارنامه‌نگاری مشغول است و در قبال مبلغی ناچیز برای مشتریان بی‌سواد نامه می‌نویسد. او از مشتریان خود بیزار است و نامه‌هایی را که می‌نویسد پست نمی‌کند. خوزه پسربچه‌ای ۹ ساله است که پدرش را هرگز ندیده و آرزوی دیدن‌اش را دارد. مادرش نامه‌هایی را از طریق دورا برای شوهرش (پدر خوزه) می‌فرستد که در آنها از خواستش برای زندگی مشترک دوباره نوشته است. اما پس از آنکه مادر خوزه در پی تصادف با اتوبوس در بیرون از ایستگاه راه‌آهن کشته می‌شود، پسرک آواره می‌شود. دورا او را برای فروختن تصاحب می‌کند، اما تحت تأثیر دوستش ایرین احساس گناه کرده و او را برای برگرداندن می‌رباید.
دورا در ابتدا تمایلی به پذیرفتن مسئولیت پسر ندارد، اما سرانجام تصمیم می‌گیرد همراه با او به نوردست، منطقه شمال شرقی کشور سفر کند و پس از پیدا کردن خانه پدرش، او را ترک کند…